# Jak kapitalizm to kapitalizm
Jak kapitalizm to kapitalizm – szósty album polskiej grupy Pod Budą, której muzyka zaliczana jest do gatunku poezji śpiewanej.
Na płycie znalazło się 12 utworów nagrywanych między czerwcem a wrześniem 1993. Wszystkie teksty napisał Andrzej Sikorowski. Muzykę skomponowali Jan Hnatowicz i Andrzej Sikorowski. Piosenka „Dobra rada” to kompozycja Grzegorza Turnaua. W duetach z Andrzejem Sikorowskim wystąpili gościnnie: Jorgos Skolias („Na całość”) i Grzegorz Turnau („Nie przenoście nam stolicy do Krakowa”).
Płyta kompaktowa ukazała się w 1993 nakładem wytwórni Pomaton i z czasem otrzymała status platynowej płyty. W 2004 nakładem Pomatonu EMI ukazało się wydanie specjalne zawierające 2 płyty CD – wznowienia albumów: Blues o starych sąsiadach i Jak kapitalizm to kapitalizm.

## Muzycy
- Anna Treter – śpiew, instrumenty klawiszowe
- Andrzej Sikorowski – śpiew, gitara akustyczna
- Marek Tomczyk – gitara elektryczna, gitara akustyczna
- Andrzej Żurek – gitara basowa

gościnnie:
- Jerzy Bawoł – akordeon (4, 6, 7)
- Jan Hnatowicz – gitara akustyczna (2, 4, 6, 7), gitara elektryczna (6, 7)
- Jan Pilch – instrumenty perkusyjne
- Grzegorz Schneider – perkusja
- Jorgos Skolias – śpiew (9), chórek (1)
- Grzegorz Turnau – fortepian (3), śpiew (3, 12), chórek (1)

## Lista utworów
| 1.  | „Doliczyć do trzech” (muz. Jan Hnatowicz)                         | 4:40  |
|     |                                                                   |       |
| 2.  | „Romans z Harlequina” (muz. Jan Hnatowicz)                        | 4:01  |
|     |                                                                   |       |
| 3.  | „Nie przenoście nam stolicy do Krakowa” (muz. Andrzej Sikorowski) | 4:14  |
|     |                                                                   |       |
| 4.  | „Są takie sprawy” (muz. Jan Hnatowicz)                            | 4:02  |
|     |                                                                   |       |
| 5.  | „Wyznanie barmana” (muz. Andrzej Sikorowski)                      | 3:41  |
|     |                                                                   |       |
| 6.  | „Widziane z księżyca” (muz. Jan Hnatowicz)                        | 3:54  |
|     |                                                                   |       |
| 7.  | „Turkusowa polana” (muz. Jan Hnatowicz)                           | 3:53  |
|     |                                                                   |       |
| 8.  | „Moje kobiety” (muz. Andrzej Sikorowski)                          | 4:06  |
|     |                                                                   |       |
| 9.  | „Na całość” (muz. Andrzej Sikorowski)                             | 3:21  |
|     |                                                                   |       |
| 10. | „Wywiad na pierwszą stronę” (muz. Andrzej Sikorowski)             | 4:14  |
|     |                                                                   |       |
| 11. | „Jak kapitalizm to kapitalizm” (muz. Andrzej Sikorowski)          | 3:38  |
|     |                                                                   |       |
| 12. | „Dobra rada” (muz. Grzegorz Turnau)                               | 2:13  |
|     |                                                                   |       |
|     |                                                                   | 45:57 |
|     |                                                                   |       |

## Informacje uzupełniające
- Aranżacje – Jan Hnatowicz (1, 2, 4, 6, 7, 10), Grzegorz Turnau (12), Grupa Pod Budą (3, 5, 8, 9, 11)
- Realizacja nagrań – Jacek Mastykarz
- Asystent realizatora nagrań – Aleksander Galas